# دنیل مسکو
دنیل مسکو (روسی: Даниловское кладбище) جوان‌ترین پسر الکساندر نوسکی و جد بزرگ تمامی دوک‌های اعظم مسکو بود.
وی در سال ۱۶۵۲ توسط کلیسای ارتدکس روسی تقدیس شد.